# Тепличный (Саратовская область)
Тепличный — посёлок в Саратовском районе Саратовской области России. С 1 января 2022 года входит в состав городского округа Саратова.

## История
Поселок Тепличный возник как деревня Болдыревка Саратовской губернии, примерно в XIX веке. Деревня принадлежала князю Васильчикову и состояла примерно из 40 дворов. Основное занятие жителей — земледелие. Пригородная деревня была богатой, в 1910 году барское имение Усачева И. Е. освещалось электричеством. После 1923 года Болдыревка сменила название на посёлок Тепличный. Там действовал совхоз «Ударник». В 1956 году построена школа, в 1976 детский сад. В то же время активно стал строиться Заводской район.

## Население
| 2002 | 2010  | 2019  |
| ---- | ----- | ----- |
| 1589 | ↗2013 | ↗2063 |

На 1 января 2019 года в посёлке проживало 2063 человека, насчитывалось 740 дворов.

## Физико-географическая характеристика
Посёлок расположен на юге Саратовского района. Расстояние до областного центра составляет менее 1 км, видимой границы с городом нет. С областным центром село связано автодорогой с твёрдым покрытием (улица Маркина), есть регулярное автобусное сообщение.
Климат
Климат умеренно-холодный. Наблюдается значительное количество осадков, даже в самый засушливый месяц (согласно классификации климатов Кёппена — Dfa). Среднегодовая температура в посёлке Тепличный — 6,2 °C. Среднегодовая норма осадков — 430 мм. Наименьшее количество осадков выпадает в марте и составляет 24 мм. Наибольшее количество осадков выпадает в августе, в среднем 44 мм.
| Показатель                            | Янв.  | Фев. | Март | Апр. | Май  | Июнь | Июль | Авг. | Сен. | Окт. | Нояб. | Дек. | Год |
| ------------------------------------- | ----- | ---- | ---- | ---- | ---- | ---- | ---- | ---- | ---- | ---- | ----- | ---- | --- |
| Средняя температура, °C               | −10,4 | −9,9 | −4   | 8    | 15,5 | 20,1 | 22,2 | 20,5 | 14,4 | 6,3  | −1,6  | −6,9 | 6,2 |
| Норма осадков, мм                     | 37    | 26   | 24   | 25   | 38   | 43   | 43   | 44   | 40   | 33   | 40    | 37   | 430 |
| Источник: Тепличный (норма 1982-2012) |       |      |      |      |      |      |      |      |      |      |       |      |     |

Часовой пояс
посёлок Тепличный, как и вся Саратовская область, находится в часовой зоне МСК+1. Смещение применяемого времени относительно UTC составляет +4:00.
Уличная сеть
В посёлке Тепличный тринадцать улиц, пять проездов и один тупик (Тепличный). Также к населённому пункту относятся территории садовых некоммерческих товариществ «Спутник» и «Родничок» и ГСК «Комплект-99».

## Инфраструктура
В посёлке действуют:
- общеобразовательная средняя школа[9],
- детский сад «Сказка»[10],
- дом досуга,
- филиал детской школы искусств № 1[11],
- библиотека, книжный фонд которой составляет 7120 экземпляров, оформлена подписка на 21 наименование периодических изданий. Пользуются учреждением 500 человек. Работает клуб по интересам «Татьяна»[12].

Работает почтовое отделение. Посёлок газифицирован, имеется центральный водопровод. Транспортное сообщение с областным центром осуществляется автобусами городского маршрута № 18Д (пос. Тепличный — Саратов, улица Благодарова). Работают пять предприятий розничной торговли, одно предприятие предоставляющее ритуальные услуги.

## Достопримечательности
- бывшая усадьба Усачёва — была расположена на возвышенном месте, откуда открывался широкий обзор местности до реки Волги. Сама усадьба была видна издалека и с трёх сторон обрамлялась дубовыми лесами.
- бывший сад Усачёва — в начале 20 века Усачёв заложил новый, молодой сад. В этом месте до сих пор плодоносят одичавшие плодовые деревья.
- Два пруда. Первая плотина была выстроена Усачёвым и образовала живописный пруд, сейчас его называют «Ударник». Здесь когда-то размещался детский лагерь, строится база отдыха[14]. «Лагерский пруд» — построенная в 1944 году пленными немцами вторая плотина образовала водоём, который сейчас имеет несколько бытовых названий: Лагерский, Совхозный.